# Harnischia angularis
Harnischia angularis är en tvåvingeart som beskrevs av Albu 1966. Harnischia angularis ingår i släktet Harnischia och familjen fjädermyggor. Inga underarter finns listade i Catalogue of Life.